# Wriezener Bahn
Wriezener Bahn – lokalna, częściowo zelektryfikowana (odcinek S-Bahn) linia kolejowa biegnąca przez teren Berlina i kraju związkowego Brandenburgia, w Niemczech. Łączy ona stację Berlin-Lichtenberg przez Werneuchen z Wriezen i dalej biegnie do Godkowa w Polsce.